# Хронология исследования старения
Поиск способов продления жизни просматривается с древнейших времён. Несмотря на скромные результаты в этой области, сам процесс и эволюция таковых поисков представляют значительный методологический интерес.

## Общее описание
Людей всегда интересовало, как можно сделать свою жизнь дольше и здоровее в старости. Уже древнейшие египетские, индийские и китайские медицинские рукописи содержат рассуждения о старении. Древние египтяне для продления жизни употребляли в больших количествах чеснок. Гиппократ (примерно 460 года до н. э.—370 года до н. э.) в своих «Афоризмах» и Аристотель (384 год до н. э.—322 год до н. э.) в трактатах «О молодости и старости» высказывали свои мнения о причинах старения, давали советы по образу жизни. Средневековый среднеазиатский врач и учёный Ибн Сина (980 год—1037), известный на Западе под именем Авиценна, обобщил достижения медицины предыдущих поколений в этом вопросе. Описания средств омоложения и бессмертия часты в рукописях алхимиков. Однако все эти средства не позволили даже самим алхимикам жить более ста лет.
Хотя средняя продолжительность жизни людей за несколько тысячелетий возросла значительно, максимальная продолжительность почти не изменилась — даже в древности имели место достаточно хорошо и непредвзято задокументированные случаи, когда отдельные люди проживали более ста лет (к примеру, Теренция, прожившая 103 или 104 года). В то время как среди миллиардов людей в современном мире зафиксирован всего один случай жизни более 120 лет (Жанна Кальман, 122 года). Сверхдолгая жизнь людей, упоминаемая в древних книгах, по всей видимости, сильно преувеличена, так как археологические данные свидетельствуют о том, что даже самые старые из древних людей жили не дольше современных супердолгожителей. В некоторых случаях преувеличение, возможно, не было умышленным, а произошло вследствие ошибок в переводе между языками и синхронизации хронологических систем. Видовой предел жизни человека оценивается учёными в 125—127 лет, и даже в самых идеальных условиях человек не проживёт дольше вследствие старения организма.
Некоторые учёные считают, что даже если медицина научится лечить все основные заболевания, то это увеличит среднюю продолжительность жизни людей в развитых странах только примерно на 10 лет. К примеру, биогеронтолог Леонард Хейфлик заявил, что натуральная средняя продолжительность жизни для человека составляет 92 года, — это при том, что средняя продолжительность жизни людей в Японии уже сейчас более 84 года, а в Монако оценивается более чем 89 лет. Дальнейшее увеличение невозможно без разработки принципиально новых биомедицинских технологий и подходов. Поиски различных эквивалентов эликсира молодости происходили ещё в древние времена: люди надеялись отыскать чудодейственное средство в дальних территориях, пытались использовать магию и алхимию. Научно-технические попытки начались в конце 19-го века. По прямому назначению все они оказались в лучшем случае малоэффективны, порой приводили к преждевременной смерти, однако они имели много полезных и порой неожиданных следствий.

## Поиски эликсира молодости в древние времена
Китайский император Цинь Шихуанди (259—210 гг. до н. э.), объединивший под своим правлением Китай, всю свою жизнь настойчиво искал эликсир молодости и умер, предположительно, приняв «пилюли бессмертия», содержавшие ртуть.
Китайский император У-ди (156—87 гг. до н. э.) пытался отыскать путь к бессмертию в основном посредством магии. Он прибегал к услугам разных магов и волшебников. Однако У-ди не был наивным, тщательно перепроверял их способности и уличённых в шарлатанстве казнил.
Для первого римского императора Октавиана Августа (63 г. до н. э. — 14 г. н. э.), считающегося одним из наиболее эффективных правителей в истории Древнего Рима, вечная молодость была навязчивой идеей. В частности, вопреки римской традиции создавать статуи как можно более реалистичными, он приказывал везде изображать себя молодым. Сохранилось множество его «молодых» статуй и изображений, но исследователи не знают, как именно он выглядел в старости.
В алхимии, широко распространённой в III—XVII веках, присутствовало понятие «философского камня» — некой субстанции, способной превращать другие металлы в золото («царя металлов»), а будучи принятым внутрь в малых дозах, исцелять все болезни, молодить старое тело и даже давать биологическое бессмертие. Как альтернатива, попытки приготовления «пилюль бессмертия». С веками алхимия постепенно трансформировалась в химию, попутно дав начало множеству смежных наук или обогатив их. В частности ятрохимия — рациональное направление алхимии, ставившее своей главной целью приготовление лекарств, — повлияла на появление и становление фармакологии. Родоначальниками ятрохимии стали Парацельс (1493—1541), Ян Гельмонт (1580—1644) и Франциск Сильвий (1614—1672).
Поиск источника вечной молодости был одной из целей экспедиции испанского конкистадора Хуана Понсе де Леона, в результате которой была открыта Флорида (1513).
В 1550 году венецианский аристократ Луиджи Корнаро издал книгу «Искусство долголетия», описывающую образ жизни для достижения долголетия. Книга была переведена на множество языков. Английская версия книги до XIX века выдержала более 50 изданий. Основная мысль книги: для того, чтобы прожить много лет, жить нужно умеренно, питаться скромно и мало. В молодости Корнаро вёл свободную и неумеренную жизнь, в результате чего к 35 годам имел множество проблем со здоровьем. Но изменив стиль жизни, прожил до 98 лет (1467—1566).

## Научные эксперименты с конца XIX века до второй мировой войны (первые шаги)
С конца XIX века начинаются системные научно-технические исследования по процессам замедления старения и возможной реювенации. Период мировой истории между двумя мировыми войнами является очень сложным и неоднозначным временем мировой истории. Во многих сферах жизни распространились идеи, которые были радикально-смелыми, но не всегда разумными, этичными и моральными с точки зрения современных знаний, устоев и норм. Это затронуло и исследования по старению, дух которых отвечал духу того времени: смелые эксперименты, часто на людях, с интенсивным внедрением в практику того, что мы сейчас можем посчитать нелепым. Что имело и плохие, и хорошие последствия. Но эти исследования были уже научными. Как часто бывает в науке, часто является большой проблемой определить первенство, кто начал первым использовать тот или иной подход. Обычно первые эксперименты делались (и делаются) энтузиастами и имеют сомнительный положительный эффект. Некоторые исследователи действуют параллельно. Затем в какой-то момент находятся люди, развивающие подход и выносящие его на публику.
- 1825 Впервые опубликован закон смертности Гомпертца-Мейкхама, в простейшей форме p = a + bx. Согласно закону, вероятность смерти p определяется как сумма независимого от возраста компонента (a) и компонента, зависимого от возраста (bx), который с возрастом (x) возрастает экспоненциально. Если поместить организмы в абсолютно защищённую среду, и тем самым сделать первый компонент пренебрежимо малым, то вероятность смерти будет целиком определяться вторым компонентом, фактически описывающим вероятность смерти от старости.
- 1882 Август Вейсман выдвигает для объяснения старения первую версию теорию изнашивания (wear and tear theory).[12][13] Её можно считать первой научной теорией о том, почему организмы стареют.
- 1889 Омолаживающий эксперимент, который провёл на себе французский медик Шарль Эдуа́р Бро́ун-Сека́р. Он сделал себе несколько подкожных инъекций из тестикул молодых собак и морских свинок и сообщил, что впрыскивание сопровождалось значительной и продолжительной болью, но зато потом наблюдалось улучшение физического состояния организма и усиление умственной деятельности. Опыты других исследователей дали сначала те же результаты, но позднее выяснилось, что за периодом усиленной деятельности наступает период упадка. На момент эксперимента Шарлю Броун-Секару было 72 года. После эксперимента он сообщил, что чувствует себя так, как будто помолодел на 30 лет. Однако через 5 лет он умер. Но другие врачи подхватили этот метод и он положил основу развития заместительной гормонотерапии.[1][11][14][15]
- 1903 Илья Мечников вводит в обиход термин «геронтология».[3][16][17] Термин происходит от др.-греч. γέρων «старик» + λόγος «знание, слово, учение». C 1897 до 1916 годов Мечников проводит много исследований по влиянию подкисленных молочных продуктов (болгарской палочки и болгарского йогурта) на продолжительность жизни и её качество в старости. Он разрабатывает концепцию пробиотической диеты, благоприятствующую долгой жизни.[14][15] В 1908 году Мечников получил Нобелевскую премию за его работы по иммунологии (смежное направление его исследований).[18] Придерживаясь своей диеты, Мечников прожил очень долгую жизнь на фоне его короткоживущих родственников.[19]
- 1914 Доктор Frank Lydston в Чикаго провёл несколько операций по транспантации тестикул нескольким пациентам, включая самого себя, и сообщил, что имели место некоторые омолаживающие последствия (такие как обращение седых волос в их первоначальный цвет, усиление сексуальных функций).[11] Данные работы остались малоизвестными. Намного большую известность получили операции Лео Стэнли, которые тот начал выполнять с 1919 года.➤
- 1915—1917 Эксперименты по выяснению влияния ограничения питания на продолжительность жизни крыс, проводившиеся Томасом Осборном. По-видимому, это были первые системыне эксперименты в этом направлении.[1][20] Данные эксперименты остались малоизвестными. Популяризовал метод Клайв Маккей в 1934-35.➤
- 1910е—1930е Австрийский физиолог Эйген Штейнах пытается добиться омолаживающего эффекта с помощью различных хирургических операций, связанных с перевязкой семявыводящих протоков у мужчин, фаллопиевых труб у женщин, трансплантацией яичек и подобное. И хотя впоследствии эти операции были признаны неэффективными, они позволили выяснить роль половых желёз и половых гормонов на формирование первых и вторичных половых характеристик, обогатили физиологию, положили начало науке сексологии, легли в основу операций хирургической коррекции пола. C 1921 по 1938 годы Эйген Штейнах много раз выдвигался на Нобелевскую премию (согласно различным источникам, от 6 до 11 раз), но так и не получил её.[14][15][21][22][23]
- 1910е—1930е Многочисленные эксперименты по получению омолаживающего эффекта методом пересадки тканей и органов. Среди наиболее приметных исследователей, действовавших в этом направлений, можно назвать Алексиса Карреля (разработал технологии анастомоза кровеносных сосудов и продвинул асептику, Нобелевский лауреат 1912 года[24]), Матьё Жабуле[англ.], Эмерих Ульман[англ.], Жак Лёб, Джон Нортроп, Порфирий Бахметьев. И хотя впоследствии подобные вмешательства были признаны неэффективными по прямому назначению, эти работы привели к созданию направления тканевой инженерии, аппарата искусственного кровообращения и машины для диализа[англ.], положили начало технологиям, как можно хранить извлечённые из человека органы вне тела (что сейчас используется, к примеру, при донорстве органов), появлению криобиологии.[14][15]
- 1920е—1930е В медицинскую практику вошли пересадки половых желёз с целью получения омолаживающих эффектов. (Хотя отдельные эксперименты в этом направлении проводились и ранее, даже в древности.) Ранее упомянутые операции доктора Frank Lydston в 1914 году остались почти незамеченными. Значительно большую известность получили работы Лео Стэнли (Leo Leonidas Stanley), который был врачом в калифорнийской тюрьме, и начал выполнять подобные операции с 1919 года, используя железы казнённых преступников.[11] Операции делались десятками врачей (включая Эйгена Штейнаха), но наиболее их популяризировал французский хирург российского происхождения Сергей/Самуил Воронов. Считалось, что пересадка половых желёз даёт более долговременный эффект, чем впрыск суспензии перемолотых желёз. В случае пересадки от человека к человеку обычно использовались железы казнённых преступников. Но из-за дефицита материала началось широкое использование половых желёз молодых здоровых обезьян, которые специально для этого выращивались (обычно приживлялись тонкие срезы желёз). В некоторых случаях вскоре после операции действительно наблюдались заметные положительные изменения во внешности и поведении (со вскоре следующим за этим быстрым одряхлением организма). Было много сообщений о прекрасных результатах операций, которые, по всей видимости, были ложной рекламой недобросовестных врачей. Но стали очевидны многочисленные неудачи, за что метод подвергся резкой критике и был запрещен.[1] Сергей Воронов и некоторые другие врачи, заявлявшие о чудесных результатах после своих операций, приобрели плохую известность. Однако несмотря на неудачу по основному направлению произошедшие исследования привели к появлению в хирургии направлений аллотрансплантации и ксенотрансплантации, привнесли значительные знания о влиянии половых гормонов на организм, стимулировали исследования по их изучению.[14][15] Быть может, это всего лишь совпадение, но в 1929-33 годах были открыты несколько разновидностей эстрогенов, и в 1935 году был выделен тестостерон. Также эти эксперименты легли в основу нескольких произведений общественной культуры (к примеру, «Собачье сердце» Булгакова, «Человек на четвереньках» из серии о Шерлоке Холмсе, песня «Monkey-Doodle-Doo» Ирвинга Берлина).
- 1926—1928 Эксперименты по омоложению методом переливания крови, проводившиеся Александром Богдановым в специально созданном для этого первом в мире Институте переливания крови. Сам Богданов умер в ходе одного из экспериментов, поскольку в то время было мало известно о факторах совместимости крови различных людей.[1][15] Институт, претерпев несколько переименований, существует и активно работает до сих пор. Его вторым руководителем стал Александр Богомолец.➤
- 1930е Начало попыток реювенации методом инъекции клеток. Особая роль здесь принадлежит швейцарскому врачу Полу Нихансу[англ.] — он не был первым, но он наиболее это дело развил. Среди его пациентов было много знаменитостей (в том числе Уинстон Черчилль, Шарль де Голль, Римский Папа Пий XII).[1][14] Так, в 1952 году зарегистрировано около 3000 инъекций клеточной суспензией по примерно 10 см3. В результате этого формируется клеточная трансплантология и регенеративная медицина. С 1960-x начались попытки инъекции не только цельных клеток, но и их составных частей (таких как выделенные ДНК и РНК).[14][15] Но применение эмбриональных препаратов порой вызывало тяжёлые осложнения, поэтому Американская ассоциация врачей признала метод клеточной терапии опасным.[1]
- 1930 Первый в мире журнал, посвящённый темам старения и долголетия. Основан в Японии. Имел название «Acta Gerontologica Japonica» («Yokufuen Chosa Kenkyu Kiyo»).[25]
- 1933 Первый в мире институт по изучению старения и борьбы с ним. Создан в Кишинёве (в то время королевство Румыния) Диму Коцовским. Вначале содержался им на собственные средства, через некоторое время был признан румынским правительством. Назывался рум. Institutul Pentru Studierea si Combaterea Batranetii = нем. Institut für Altersforschung und Altersbekämpfung = англ. Institute for The Study and Combat of Aging.[26]
- 1934 Первая широко известная научная публикация на тему влияния ограничения питания на продолжительность жизни, за авторством Клайва Маккея[англ.].[27][28][29] Группа Маккея проводила интенсивные исследования в этом направлении в 1930-43 гг., вскоре смежные исследования стали делать и другие учёные.[1] Эффект увеличения продолжительности жизни от голодания обычно наблюдается именно у крыс и мышей, развитие которых до полового созревания очень лабильно (задержка роста и полового созревания, снижение обмена и температуры тела). У более крупных животных, таких как кролики, собаки, обезьяны, эффект менее выражен. Влияние голодания на продолжительность жизни человека до сих пор остаётся под вопросом[1].
- 1936 Первый европейский (и западный) журнал, посвящённый темам старения и долголетия. Был организован в Кишинёве Диму Коцовским. В первый год своего существования назывался нем. Monatsberichte[30], затем был переименован в нем. Altersprobleme: Zeitschrift für Internationale Altersforschung und Altersbekämpfung = англ. "Problems of Aging: Journal for the International Study and Combat of Aging". Материалы в нём печатались в основном на немецком языке, в меньшей степени на французском и английском.[26]
- 1937 Украинский советский патофизиолог Александр Богомолец создаёт антиретикулярную цитотоксическую сыворотку[англ.] («Сыворотку Богомольца») в надежде продлить жизнь людей до 150 лет. И хотя основной своей цели препарат не достиг, он получил широкое распространение для лечения ряда заболеваний, в особенности инфекционных болезней и переломов.[1][14][15][31] Сыворотка Богомольца активно использовалась в советских госпиталях во время Великой Отечественной войны 1941—1945 гг. За свою работу Александр Богомолец в 1941 году получил Сталинскую премию[32], которая для советских учёных теx лет была важнее Нобелевской.
- 1938 Первое специализированное общество по исследованию старения. Создано в Германии, в Лейпциге, название можно перевести как «Немецкое общество исследования старения» (нем. Deutsche Gesellschaft für Altersforschung, вскоре переименовано в Deutsche Gesellschaft für Alternsforschung). Основателем является Max Bürger[нем.]. Он же издаёт специализированный журнал Zeitschrift für Altersforschung — уже третий подобный журнал в мире, после ранее упомянутых японского и румынского.[33]
- 1938 Первая всемирная научная конференция по старению и долголетию. Была проведена в Киеве, по инициативе Александра Богомольца.[2][34]
- 1939 В Великобритании основывается Британское общество исследования старения[англ.]. Основателем стал Владимир Коренчевский, эмигрировавший туда из бывшей Российской империи в результате проигрыша «белых» в Гражданской войне.[2]

## После второй мировой войны до конца XX века (накопление современных знаний)
Мир приходит в себя после сложных драматических событий 1930х и страшной второй мировой войны, стал более практичным. Появились исследовательские инструменты и технологии другого уровня. Вследствие этого стало понятно, что же действительно происходит внутри клеток и в межклеточном веществе (к примеру, модель двойной структуры ДНК стала понятна в 1953). В то же время изменившиеся этические нормы не позволяют ставить кардинальные эксперименты на людях, как это было возможным в предыдущие десятилетия, и влияние тех или иных факторов на людей можно оценивать лишь косвенно.
- 1945 В США основывывается Геронтологическое общество Америки[англ.], основателем является Эдмунд Каудри (Edmund Cowdry).[2]
- 1950 Во многом благодаря совместным действиям Коренчевского и Каудри, основывается международная геронтологическая организация, позднее получившее имя «Международная ассоциация геронтологии и гериатрии» (IAGG). Организация была зарегистрирована в Бельгии, там же прошла её первая конференция. Медленно, постепенно начинают распространяться мысли о том, что проблемы старения невозможно решить в рамках и усилиями одной нации — необходимо межнациональное взаимодействие.[2]
- 1952 Питер Медавар предлагает теорию накопления мутаций для объяснения того, как процесс старения мог эволюционно возникнуть.[4][12][35]
- 1954 Элевационная (онтогенетическая) теория старения Владимира Дильмана.[36][37][38][39] В 1968 она оформилась в виде нейроэндокринной теории старения, и под таким названием известна в англоязычной литературе.[40][41][42]
- 1956 Денхам Харман выдвигает свободнорадикальную теорию старения и демонстрирует, что свободные радикалы усиливают деградацию биологических систем.[43] Теория основана на идеях Ребеки Гершман[англ.] и её коллег, выдвинутых в 1945 году.[44]
- 1957 Джордж Уильямс выдвигает для объяснения возникновения старения модель антагонистической плейотропии.[4][45]
- 1958 Физик Джоаккино Фаилла[англ.] (Gioacchino Failla) выдвинул гипотезу, что старение вызвано накоплением повреждений в ДНК.[46] В следующем году эта гипотеза была развита физиком Лео Силардом.[47], вылившись в ряд родственных теорий под общим названием «теории повреждения ДНК».
- 1961 Открытие Леонардом Хейфликом предела деления соматических клеток, названных в честь первооткрывателя пределом Хейфлика.[48]. Хейфлик установил, что соматические клетки человеческого зародыша способны делить лишь около 50 раз, после этого входят в сенесцентную фазу.
- 1969 Иммунологическая теория старения, предложена Роем Уолфордом.[49]
- 1974 Формирование Национального института США по проблемам старения (NIA) — старение населения начинает восприниматься как проблема, заслуживающая государственного внимания (а не как проблема отдельных научных сообществ). С 1984 года NIA начало всячески способствовать работе Национального архива компьютеризированных данных о старении (NACDA).
- 1977 Для объяснения старения Томас Кирквуд предложил теорию одноразовой сомы. Согласно этой теории, организм имеет лишь ограниченное количество ресурсов, которые вынужден распределять между различными целями (такими как рост, размножение, ремонт повреждений) — старение происходит вследствие ограниченности ресурсов, которые организм может позволить себя израсходовать на ремонт.[4]
- 1985 Открытие теломеразы — рибонуклеопротеида, способного восстанавливать укоротившиеся теломеры. Произведено Элизабет Блэкберн и Кэрол Грейдер.[50][51] Эти исследование построены на теоретических работах Алексея Оловникова.[51][52][53] Изучение теломер и теломеразы потребовало ещё много лет и трудов многих учёных по всему миру. За эти работы в 2009 году Элизабет Блэкберн, Кэрол Грейдер и Джек Шостак получили Нобелевскую премию,[54] Алексей Оловников в том же году стал лауреатом Демидовской премии.[55]
- 1986 Теория надёжности старения и долголетия (Reliability theory of aging and longevity), выдвинутая Леонидом Гавриловым и Натальей Гавриловой.[56][57] В англоязычной научной прессе теория опубликована с большим опозданием, только в 1991.[58][59][60]
- 1990 Формирование Геронтологической исследовательской группы (GRG), которая занимается поиском по всему миру супердолгожителей и верификацией их возраста. По мере возможностей организация старается собрать данные, почему эти люди живут значительно дольше среднестатистических людей. Организация регулярно публикует список старейших верифицированных ныне живущих супердолгожителей.[61]
- 1992 Национальный архив компьютеризированных данных о старении (NACDA) выкладывает в интернет в открытый доступ первые 28 баз данных по темам, так или иначе связанных со старением. Постепенно количество выложенных баз данных разрослось до более чем 1600 и продолжает увеличиваться. Эти базы данных доступны любым исследователям со всего мира без какой-либо платы, чтобы те могли выискивать в них новые закономерности. Сайт также предоставляет некоторые инструменты, способствующие анализу.[62]
- 1995 Разработан метод обнаружения сенесцентных клеток посредством цитохимического анализа (cytochemical assay).[63]
- 1997 Поставлен абсолютный рекорд по продолжительности человеческой жизни. Француженка Жанна Кальман прожила 122 года и 164 дня (рекорд держится до сих пор).
- 1998 Поставлен рекорд по продолжительности жизни среди мужчин. Американец датского происхождения Кристиан Мортенсен прожил 115 лет и 252 дня.
- 1998 Учёным удалось в лабораторных условиях продлить жизнь обычных человеческих клеток сверх предела Хейфлика с помощью теломеразы.[51][64]
- 1999 Учреждён «Институт Бака по исследованию старения» — первый институт, изначально созданный преимущественно для того, чтобы изучать вмешательство в процессы старения.

## XXI век (трансформация знаний в технологии)
Активность изучения усиливается. Происходит смежение акцента научного сообщества от пассивного изучения старения и постройки теорий на попытки воздействовать на процесс с целью продления жизни организмов сверх их генетических пределов. Появляются научно-коммерческие компании, ставящие своей целью создание практических технологий, позволяющих измерять биологический возраст человека (в противовес хронологическому) и продлевать жизнь людей в большей степени, чем могут дать ЗОЖ и профилактика болезней. В обществе и прессе появляются рассуждения не только о том, возможно ли значительное продление жизни физически, но и о том, является ли это целесообразным, о возможности придания старению официального статуса болезни, и о возможности массового тестирования на людях-добровольцах.
- 2003 Первые свидетельства, что к продолжительности жизни нематод причастен сигнальный TOR-путь.[27][65]
- 2003 Организован Фонд Мафусаила для создания технологии продления жизни на основе подходов SENS и поддержки родственных исследований в других организациях. В 2009 году непосредственно научные исследования вынесены в специально сформированный для этой цели Исследовательский фонд SENS.
- 2003 Анджей Бартке (Andrzej Bartke) создал мышь, прожившую 1819 дней (5 лет без 7 дней), в то время как для её сородичей максимальная продолжительность жизни составляет 1030—1070 дней.[1] По человеческим меркам такое долгожительство эквивалентно примерно 180 годам.[66][67]
- 2004 Первые свидетельства, что продолжительность жизни нематод регулируется АМФ-киназой.[27][68]
- 2004 Обри ди Грей формулирует термин «Скорость убегания от старости» (longevity escape velocity).[69] Хотя сама концепция периодически высказывалась разными людьми как минимум с 1970-х годов (к примеру, Роберт Уилсон, эссе «Next Stop, Immortality», 1978 г.[70]).
- 2004 В результате применения омолаживающей терапии команде учёных во главе со Стивеном Спиндлером (Stephen Spindler) удалось продлить жизнь группе уже взрослых мышей в среднем до 3,5 лет. За это достижение вручена первая Премия мыши Мафусаила в номинации Rejuvenation Prize.[71]
- 2006 Создание индуцированных плюрипотентных стволовых клеток (iPS-клеток) из соматических клеток с помощью одновременного действия нескольких факторов («коктейль Яманаки»). Впервые произведено японским учёным Синъя Яманака.[72][73][74] В 2012 году Синъя Яманака и Джон Гердон за работы по перепрограммированию «взрослых» клеток в плюрипотентные получили Нобелевскую премию.[75]
- 2007 Увеличение продолжительности жизни мышей посредством удаления рецепторов инсулина в их мозгу.[27][76]
- 2007 Публикуется книга «Отменить старение» (Ending Aging), написанная Обри ди Греем и его научным ассистентом Майклом Рэем.
- 2007 Первые свидетельства, что фармакологическое вещество (а именно, метформин) при определённой дозировке способно увеличивать продолжительность жизни мышей.[27][77]
- 2008 Учреждается Институт биологии старения Общества Макса Планка.
- 2008 (примерно) Было замечено, что ген FOXO3[англ.] связан с продолжительностью жизни человека. С тех пор периодически проводятся исследования, чтобы лучше понять его функции и механизм работы.[78][79][80][81]
- 2009 Исследование по ассоциации генетических вариаций в сигнальных путях insulin/IGF1 с продолжительностью жизни у человека.[27][82]
- 2009 Обнаружено второе фармакологическое вещество, способное продлевать жизнь уже пожилым мышам. Таким веществом оказался рапамицин. За это достижение Дэйв Шарп (Davе Sharp) от Фонда Мафусаила получил специальную премию[27][83][84].
- 2010е первая половина Появления в разных странах мира небольших политических партий, делающих продвижение технологий борьбы со старением частью своих политических платформ (к примеру, Научная партия Австралии, Трансгуманистическая партия США).
- 2012 Было открыто, что белок Сиртуин 6 (SIRT6[англ.]) регулирует продолжительность жизни в самцов мышей (но не у самок).[27][85]
- 2013 В журнале Cell публикуется научная работа «Ключевые признаки старения» («The Hallmarks of Aging»), в которой были выделены 9 основополагающих механизмов старения. Эта работа определила направление многих исследований.[86][87]
- 2013 Поставлен рекорд по продолжительности жизни среди мужчин. Японец Дзироэмон Кимура прожил 116 лет и 54 дня (это на 167 дней дольше, чем предыдущий рекорд).
- 2013 Обнаружено, что мозго-специфическое усиление экспрессии Сиртуина 1 (SIRT1) также способно увеличить продолжительность жизни мышей.[27][88]
- 2013 Google и другие инвесторы создают компанию Calico для борьбы со старением и сопутствующими ему заболеваниями. Инвесторы предоставляют Calico более чем миллиардное финансирование. Генеральным директором компании, и одним из инвесторов, становится Артур Левинсон.[89][90][91][92]
- 2014 Первое свидетельство, что активация SIRT1 фармакологическим веществом способно увеличить продолжительность жизни мышей.[27][93][94]
- 2010е вторая половина Появление официальных обсуждений о возможности признания старения болезнью.[95][96][97][98][99]
- 2016 Получены данные, что пополнение NAD+ в организме мышей посредством молекул-предшественников улучшает у них функционирование митохондрий и стволовых клеток, а также приводит к увеличению продолжительности их жизни.[27][100] Одной из таких молекул-предшественников NAD+ является NMN (никотинамидмононуклеотид).[101][102] После этого открытия некоторые компании стали продавать NMN за большие деньги (в форме БАДа), позиционируя его как средство замедления старения, хотя нет серьёзных исследований, свидетельствующих о том, что NMN может удлинять жизнь и в человеке.
- 2016 Продемонстрировано, что если совместно использовать несколько жизнепродленяющих препаратов, то их эффекты могут складываться. По крайней мере в случае мышей.[27][103]
- 2016 В рамках реализации программы SENS исследователям удалось в клеточной культуре заставить два митохондриальных гена ATP8[англ.] и ATP6[англ.] стабильно экспрессироваться из ядра клетки.[104]
- 2017 Обнаружение, что естественно встречающийся в людях полиморфизм в сигнальных путях в некоторых случаях ассоциируется с их здоровьем и долголетием. Также замечено, что как и в случае мышей, эта ассоциация может зависеть от пола организма (может присутствовать для одного пола, но не работать для другого). Это свидетельствует о том, что воздействуя на эти пути, можно изменять продолжительность жизни и в случае людей[27][105].
- 2018 Нобелевская премия по работам по излечению рака, присуждена Джеймсу Эллисону и Тасуку Хондзё.[106] (Главной причиной возникновения рака является накопление ошибок в ДНК. Так что тема раковых исследований тесно связана c исследованиями старения.)
- 2018 Всемирная организация здравоохранения включает в международную классификацию болезней МКБ-11 специальный добавочный код XT9T, сигнализирующий связь болезни с возрастом. Благодаря этому, после окончательного утверждения МКБ-11 в мая 2019 года, старение стало официально признаваться фундаментальным фактором, увеличивающим риск возникновения болезней, тяжесть их протекания и трудность лечения.[107][108][109][110][111]
- 2019 Увеличение продолжительности жизни у Caenorhabditis elegans (свободноживущие нематоды) в 5-6 раз (на 400—500 %) с помощью одновременного воздействия на IIS и TOR пути. Это эквивалентно тому, как если бы человек стал жить 400—500 лет.[112][113][114][115]
- 2020 Две группы исследователей, под руководством Гарольда Карчера (Harold Katcher) и Ирины Конбой (Irina Conboy) продемонстрировали, что с помощью манипуляций, связанных с переливанием крови, можно значительно улучшить большое количество возрастных показателей организма. Однако для получения более полной картины по биомаркерам все мыши были пущены под нож, и не известно, насколько эти манипуляции увеличили продолжительность их жизни. Исследования продолжаются.[116][117][118][119][120][121]
- 2021 Основана компания Altos Labs с целью разработки терапии продления жизни. Джефф Безос с партнёрами предоставил ей финансирование в 3 миллиарда долларов.[122][123][124]
- 2022 Ещё в 2021 году учёные установили, что широкоиспользуемые, как БАДы, глицин и ацетилцистеин, скомбинированные вместе в форме "GlyNAC", имеют различные положительные влияния на человека.[125] В 2022 году было установлено, что GlyNAC также способен продлить жизнь уже взрослых мышей на 24%.[126][127]
- 2022 Саудовская Аравия создаёт некоммерческую организацию "Hevolution Foundation" с бюджетом 1 миллиард долларов в год для развития технологии противодействия старению.[128][129][130]
- 2022 В августе 2022 было предложено расширить список девяти ключевых механизмов старения ещё пятью.[131][132][133] В январе 2023 авторы оригинальной работы «Ключевые признаки старения» опубликовали новую работу, где к девяти первоначальным механизмам добавили ещё три.[134]
- 2022 В статье, закрытой платным доступом, приведены результаты 10-летнего исследования, согласно которому большое ежедневное потребление ультрапереработанной еды[англ.], такой как белый хлеб и лапша быстрого приготовления, ассоциировано с более быстрым снижением когнитивных способностей с возрастом. Разница в скорости снижения может составить 28% и более.[135][136]